# Василево (Кирилловский район)
Василево — деревня в Кирилловском районе Вологодской области.
Входит в состав Николоторжского сельского поселения, с точки зрения административно-территориального деления — в Волокославинский сельсовет.
Расстояние до районного центра Кириллова по автодороге — 30,7 км, до центра муниципального образования Никольского Торжка по прямой — 8 км. Ближайшие населённые пункты — Коньково, Клемушино, Островки.
По переписи 2002 года население — 2 человека.